# 杉林 (大字)
杉林，原稱為山杉林，是臺灣高雄市杉林區的一個傳統地域名稱，位於該區西部至中央地帶。相較於今日行政區，其範圍大致為杉林里不含北部邊界地帶中段。
本地區境內主要聚落為山杉林、火月、山杉角、頂杉林角、坑內、竹仔坑，設有杉林國小。

## 歷史
台灣日治初期，杉林地區為一街庄，稱為「山杉林庄」（舊制街庄），隸屬於楠梓仙溪東里。該庄昔日北與茄苳湖庄為鄰，東北、東及東南隔楠梓仙溪與十張犁庄、新庄、月眉庄為鄰，西南邊為圓潭仔庄，西邊為萊仔坑庄、溝坪庄。
1901年（日治明治三十四年）11月11日，全台廢縣廳改設二十廳，該庄隸屬於蕃薯藔廳。1904年（明治三十七年）2月16日，該庄編入「山杉林區」，隸屬於蕃薯藔廳。1909年（明治四十二年）10月25日，全台合併二十廳為十二廳，山杉林區改隸屬於阿緱廳。1920年（大正九年）10月1日，全台地方制度大改正，廢十二廳改設五州二廳，該庄改制並簡化為「杉林」大字，隸屬於高雄州旗山郡杉林庄（新制街庄）。
戰後杉林庄改制為杉林鄉，隸屬於高雄縣，大字亦改制為村。1950年（民國39年）10月1日，高、屏分治，杉林鄉仍隸屬於高雄縣。2010年（民國99年）12月25日，高雄縣、市合併為直轄高雄市，杉林鄉改制為杉林區，村亦改制為里。

## 聚落
本地區發展較早的聚落為山杉林、火月、山杉角、頂杉林角、糞箕湖（已消失）、坑內、竹仔坑，在日治初期的官方地圖上已有記載。

## 交通
區道高129線是寶隆（實際起點在大邱園）至杉林的道路，經過本地區的山杉角、山杉林等聚落。

## 學校
- 杉林國小